# المقسط (أسماء الله الحسنى)
المقسط لغويا هو العادل في حكمه المنزه عن الظلم والجَوْر لا يسئل عما يفعل، أَمَّا في أسماء الله الحسنى (المُقْسِـطُ) فَهُوَ الذي يَأْخُذُ قِسْطَهُ وَ حَاجَتَهُ فَقَطْ، تَارِكَاً لِلآخَرِيْنَ أَقْسَاطَهُمْ وَ حَاجَاتِهِمْ لِذَلِكَ :
﴿وَإِنْ طَائِفَتَانِ مِنَ الْمُؤْمِنِينَ اقْتَتَلُوا فَأَصْلِحُوا بَيْنَهُمَا فَإِنْ بَغَتْ إِحْدَاهُمَا عَلَى الْأُخْرَى فَقَاتِلُوا الَّتِي تَبْغِي حَتَّى تَفِيءَ إِلَى أَمْرِ اللَّهِ فَإِنْ فَاءَتْ فَأَصْلِحُوا بَيْنَهُمَا بِالْعَدْلِ وَأَقْسِطُوا إِنَّ اللَّهَ يُحِبُّ الْمُقْسِطِينَ ۝٩﴾ سورة الحجرات

## تعريف اسم الله المقسط

### لغة
‌‌(قَسَطَ) الْقَافُ وَالسِّينُ وَالطَّاءُ أَصْلٌ صَحِيحٌ يَدُلُّ عَلَى مَعْنَيَيْنِ مُتَضَادَّيْنِ وَالْبِنَاءُ وَاحِدٌ. فَالْقِسْطُ: الْعَدْلُ. وَيُقَالُ مِنْهُ أَقْسَطَ يُقْسِطُ. قَالَ اللَّهُ تَعَالَى: ﴿إِنَّ اللَّهَ يُحِبُّ الْمُقْسِطِينَ﴾. أي: العادلين. قال الشاعر الحارث بن حلزة:
(مَلِكٌ مُقْسِطٌ وأكملُ مَنْ يمشي … ومَنْ دونَ ما لَدَيْهِ الثناءُ).
وَالْقَسْطُ بِفَتْحِ الْقَافِ: الْجَوْرُ. وَالْقُسُوطُ: الْعُدُولُ عَنِ الْحَقِّ. يُقَالُ قَسَطَ، إِذَا جَارَ، يَقْسِطُ قَسْطًا، قال الله عز وجل:﴿وأما القاسطون فكانوا لجهنَّمَ حَطَباً﴾ أي: الجائرون. قال الشاعر القطامي: (أَلَيْسُوا بالأُلى قَسَطُوا قَدِيماً … ‌عَلَى ‌النُّعْمانِ، ‌وابْتَدَرُوا ‌السِّطاعَا).
‌وقسط: فِي أَسماء اللَّهِ تَعَالَى الْحُسْنَى المُقْسِطُ: هُوَ العادِلُ. يُقَالُ: أَقْسَطَ يُقْسِطُ، فَهُوَ مُقْسِطٌ إِذا عدَل، وقَسَطَ يَقْسِطُ، فَهُوَ قاسِطٌ إِذا جارَ، فكأَن الْهَمْزَةَ فِي أَقْسَطَ للسَّلْب كَمَا يُقَالُ شَكا إِليه فأَشْكاه. وَفِي الْحَدِيثِ: "أَنّ اللهَ لَا يَنامُ وَلَا يَنْبَغِي لَهُ أَن ينامَ، يَخْفِضُ القِسْطَ ويرفَعُه".، 

### اصطلاحاً
قال الزجاج: المقسط يُقَال أقسط الرجل إِذا عدل وقسط إِذا جَار وَفِي التَّنْزِيل ﴿وَأَقْسِطُوا إِنَّ اللَّهَ يُحِبُّ الْمُقْسِطِينَ﴾ أَرَادَ اعدلوا وَقَالَ الله تَعَالَى ﴿وَأما القاسطون فَكَانُوا لِجَهَنَّم حطبًا﴾.
وقال الخطابي: المقسط: هو العادل في حكمه ولا يحيف ولا يجور؛ يقال: أقسط فهو مقسط، إذا عمل في الحكم، كقوله تعالى: ﴿وَأَقْسِطُوا إِنَّ اللَّهَ يُحِبُّ الْمُقْسِطِينَ﴾ وقسط فهو قاسط؛ إذا جار، كقوله تعالى: ﴿وَأما القاسطون فَكَانُوا لِجَهَنَّم حطبًا﴾.
وقال الحليمي: المقسط: وهو المنيل عباده القسم من نفسه، وهو العدل، وقد يكون الجاعل لكل واحد منهم قسطا عن خيره.
وقال البيهقي: الْمُقْسِطُ: هُوَ الْعَادِلُ فِي حُكْمِهِ.
وقال أبو حامد الغزالي: الْمُقْسِطُ: هُوَ الَّذِي ينتصف للمظلوم من الظَّالِم وكما لَهُ فِي أَن يضيف إِلَى إرضاء الْمَظْلُوم إرضاء الظَّالِم وَذَلِكَ غَايَة الْعدْل والإنصاف وَلَا يقدر عَلَيْهِ إِلَّا الله سبحانه وتعالى.
ومثاله: مَا رُوِيَ عَن النَّبِي صلى الله عليه وسلم: أَنه بَيْنَمَا هُوَ جَالس إِذْ ضحك حَتَّى بَدَت ثناياه فَقَالَ عمر رضي الله عنه بِأبي أَنْت وَأمي يَا رَسُول الله مَا الَّذِي أضْحكك قَالَ رجلَانِ من أمتِي جثيا بَين يَدي رب الْعِزَّة فَقَالَ أَحدهمَا يَا رب خُذ لي مظلمتي من هَذَا فَقَالَ الله عز وجل رد على أَخِيك مظلمته فَقَالَ يَا رب لم يبْق لي من حسناتي شَيْء فَقَالَ عز وجل للطَّالِب كَيفَ تصنع بأخيك لم يبْق من حَسَنَاته شَيْء فَقَالَ يَا رب فليحمل عني من أوزاري ثمَّ فاضت عينا رَسُول الله صلى الله عليه وسلم بالبكاء وَقَالَ إِن ذَلِك ليَوْم عَظِيم يَوْم يحْتَاج النَّاس إِلَى أَن يحمل عَنْهُم من أوزارهم قَالَ فَيَقُول الله عز وجل للمتظلم ارْفَعْ بَصرك فَانْظُر فِي الْجنان فَقَالَ يَا رب أرى مَدَائِن من فضَّة وقصورا من ذهب مكللة بِاللُّؤْلُؤِ لأي نَبِي هَذَا أَو لأي صديق أَو لأي شَهِيد قَالَ الله عز وجل هَذَا لمن أعْطى الثّمن قَالَ يَا رب وَمن يملك ذَلِك قَالَ أَنْت تملكه قَالَ بِمَاذَا يَا رب قَالَ بعفوك عَن أَخِيك قَالَ يَا رب قد عَفَوْت عَنهُ قَالَ الله عز وجل خُذ بيد أَخِيك فَأدْخلهُ الْجنَّة ثمَّ قَالَ صلى الله عليه وسلم اتَّقوا الله وَأَصْلحُوا ذَات بَيْنكُم فَإِن الله تبارك وتعالى يصلح بَين الْمُؤمنِينَ يَوْم الْقِيَامَة فَهَذَا سَبِيل الانتصاف والإنصاف وَلَا يقدر على مثله إِلَّا رب الأرباب وأوفر الْعباد حظا من هَذَا الِاسْم من ينتصف أَولا من نَفسه ثمَّ لغيره من غَيره وَلَا ينتصف لنَفسِهِ من غَيره.، 
وقال إسماعيل التيمي الأصبهاني: واسمه تعالى ‌المقسط: أي العادل في حكمه الذي لا يحيف ولا يجوز.
وقال ابن القيم: وله من معنى الملك ما يستحقّه من الأسماء الحسنى كالعزيز، الجبار، المتكبر، الحكَم، العدل.... ‌المقْسِطُ، الجامعُ، إلى غير ذلك من الأسماء العائدة إلى الملك.
وقال محمد خليل هرّاس: "ومن أسمائه تعالى: ‌المقسط".

## الفرق بين القاسط والمقسط
قال تعالى: ﴿وَأما القاسطون فَكَانُوا لِجَهَنَّم حطبًا﴾، والمقصود بالقاسطين: الجائرون على حقوق غيرهم.
ونجد قوله الحق: {قرآن|وَإِنْ حَكَمْتَ فاحكم بَيْنَهُمْ بالقسط إِنَّ الله يُحِبُّ المقسطين}}، والمقْسِطون: هم العادلون بين الناس.
إذن: فهناك «قِسْط» و «قَسْط»، وهناك شيء اسمه «قَسَط» بالفتحتين وهو الانحراف في الرِّجلين. إلا أن المستعمل في كلمة «قِسْط» هنا مقصود به العدل، واسم الفاعل منها «قاسط» واستعملت في الجوْر. وهي مأخوذة من القَسْط لا من القِسْط، وتجد من أسماء الله «‌المُقْسِط»، ولم يصف نفسه بالقاسط بمعنى العادل، أي: ابتدأ بالعدل أولاً، وشاء سبحانه فوصف نفسه بالمُقْسِط، لأنه هو الذي يرفع الجور فيحقق العدل.
فالذي يَضَعُ النِسَبَ الصَحِيْحَةَ في المَوادِّ قَبْلَ تَصْنِيْعِهَا، ثُمَّ يُقَدِّمُهَا لِلآخَرِيْنَ بِالوَزْنِ الصَحِيْحِ وَ السِعْرِ العَـادِلِ هُوَ (مُقْسِـطٌ) يُحِبُّهُ اللّهُ،﴿يَا أَيُّهَا الَّذِينَ آمَنُوا كُونُوا قَوَّامِينَ بِالْقِسْطِ شُهَدَاءَ لِلَّهِ وَلَوْ عَلَى أَنْفُسِكُمْ أَوِ الْوَالِدَيْنِ وَالْأَقْرَبِينَ إِنْ يَكُنْ غَنِيًّا أَوْ فَقِيرًا فَاللَّهُ أَوْلَى بِهِمَا فَلَا تَتَّبِعُوا الْهَوَى أَنْ تَعْدِلُوا وَإِنْ تَلْوُوا أَوْ تُعْرِضُوا فَإِنَّ اللَّهَ كَانَ بِمَا تَعْمَلُونَ خَبِيرًا ۝١٣٥﴾ سورة النساء
ومن المعلوم أن أسماء الله توقيفية، بمعنى أن الله لا يسمى إلا بما سمى به نفسه في كتابه، أو سماه به رسوله صلى الله عليه وسلم في سنته، ولا نعلم دليلاً من الكتاب أو حديثا صحيحاً من السنة بإثبات الاسم المشار إليه.
نعم ورد في كتاب الله الإخبار بإنه يعز من يشاء ويذل من يشاء وأنه عز وجل إن يمسس عبده بضر فلا كاشف له إلا الله، وإن يمسسه بخير فلا راد لفضله.
ولكن الإخبار لا يؤخذ منه اسم، فقد أخبر تعالى عن نفسه أنه يستهزئ بالمنافقين، فقال: اللّهُ يَسْتَهْزِئُ بِهِمْ {سورة البقرة:15}، ولا يشتق لله اسم من هذا الإخبار